# Boeing EA-18G Growler
Boeing EA-18G Growler er et amerikanskudviklet hangarskibsbaseret elektronisk krigsførelsesfly (EK-fly) designet til SEAD. Flyet er en specialiseret variant af den tosædede F/A-18F Super Hornet. Growleren har erstattet EA-6B Prowler, som tidligere blev benyttet af United States Navy. Growlerens egenskaber indenfor EK er udviklet af Northrop Grumman. Serieproduktion af Growler blev påbegyndt i 2007, og i slutningen af 2009 blev flytypen taget i aktiv tjeneste.

## Udvikling

### Konstruktion
Den 15. november 2001 udførte Boeing en demonstrationsflyvning ved hjælp af en F/A-18F "F-1" udstyret med ALQ-99 EK-systemet. Flyvningen blev betragtet som en konceptfremvisning af Prowlerens afløser. I december 2003 tildelte US Navy Boeing en kontrakt til udvikling af et fly ud fra konceptet. Som den primære leverandør af systemet skulle Boeing bygge den forreste del af flystellet, vingerne og selve samlingen af flydelene. Northrop Grumman var den primære underleverandør til systemet og var ansvarlig for de centrale og agterste dele af flyskroget såvel som EK-systemet. Produktion af den første prototype af Growleren blev påbegyndt den 22. oktober 2004 Dette første testfly, benævnt EA-1, blev færdiggjort den 3. august 2006 og foretog sin jomfruflyvning den 15. august 2006 i St. Louis. Den 22. september 2006 blev flyet overført til Naval Air Station Patuxent River i staten Maryland. EA-1 blev benyttet som testplatform primært i et landbaseret testmiljø. Det andet fly (EA-2) fløj første gang den 10. november 2006 og blev leveret til NAS Patuxent River den 29. november 2006. EA-2 blev benyttet til at teste udstyret i luften, før man gik over til en mere avanceret testserie ved Naval Air Weapons Station China Lake i Californien. Begge fly blev tilknyttet eskadrillen VX23 "Salty Dogs". EA-1 og EA-2 er begge F/A-18F’ere (F-134 og F-135), der blev taget ud af af produktionslinjen for at blive modificeret af Boeing til EA-18G-konfigurationen. Siden flyene ikke blev født som Growlere, har flåden designeret de to testfly som NEA-18Gs. I juni 2008 var testprogrammet udvidet til i alt fem Growlere.

### Anskaffelse
I en rapport fra april 2006 udtrykte den amerikanske rigsrevision bekymringer, da man ikke mente, at flyets EK-system var tilstrækkeligt udviklet, og at der derfor var risiko for forsinkelser og budgetoverskridelser. Rapporten anbefalede, at Forsvarsministeriet skulle anskaffe yderligere ICAP III-opgraderinger til flådens EA-6B for sikre, at flåden til stadighed rådede et effektivt SEAD-fly, indtil Growleren var fuldt operativ. I en anden rapport fra 2008 stillede man spørgsmål ved, hvorvidt arbejdsbyrden på flyets 2-personers besætning ville blive for stor i betragtning af, at Prowleren blev betjent af en 4-mands besætning.
US Navy bestilte i første omgang 57 fly til at erstatte de aldrende EA-6B Prowlere. Det amerikanske forsvarsministerium gav tilladelse til at begynde produktionen af en del af flyene i 2007. Growleren skulle efter planen afslutte sine testflyvninger i 2008. I 2008 ytrede US Navy ønske om at udvide indkøbet til 85 fly. På samme tid planlagde Boeing at øge produktionen af fly til 20 per år. Den 9. juli 2009 meddelte General James Cartwright til Senatets forsvarskomité, at flåden ønskede at udvide indkøbet af Growlere grundet et øget operativt behov for SEAD-kapacitet hos amerikanske udsendte styrker.
Flåden ønskede i forbindelse med forsvarsbudgettet i 2011 at etablere fire Growler-eskadriller. Den 14. maj 2010 indgik Boeing og det amerikanske forsvarsministerium en aftale om en flerårig kontrakt for yderligere 66 F/A-18E/Fs og 58 EA-18Gs over de næste fire år. Dette ville betyde levering af 115 Growlere i alt.
Pentagons operative test- og evalueringsdirektør konkluderede i februar 2011, at EA-18G "ikke var operativt tilfredsstillende". Boeing gik herefter i gang med at løse problemet med softwareopdateringer. I december samme år konkluderede direktøren, at systemet nu var operativt tilfredsstillende.
Den 19. december 2014 offentliggjorde US Navy, at man ønskede at modtage Growlere i et langsommere tempo, fra tre om måneden til to. Man ville i samme ombæring købe yderligere 15 Growlere med en ekstrabevilling, som præsident Obama godkendte i december 2014. Boeing ville på denne måde være i stand til at lade produktionslinjen i St. Louis køre frem til 2017. Boeing bekendtgjorde, at det ikke er rentabelt at lade produktionen fortsætte med mindre end to leverede fly pr. måned.

## Design
Growlerens flyveegenskaber er stort set identiske med F/A-18E/F.  Det betyder, at flyet kan udføre eskortejamming såvel som traditionel jamming. Growlere vil desuden være i stand til at følge med andre F/A-18 i alle faser af en angrebsmission. For at stabilisere flyet i forhold til dets EK-missioner, valgte Boeing at ændre dele af flyets vingeudforming.
Growleren har over 90 procent komponentfællesskab med den normale Super Hornet. Flystellet er stort set ens, de er udrustet med den samme Raytheon AN/APG-79 AESA radar og våbenkontrolsystem. Det meste af flyets elektroniske angrebsudstyr er placeret i det rum, hvor 20 mm maskinkanonen normalt er placeret, samt på vingespidserne. I alt findes der ni ophæng under skroget og vingerne til yderligere våben, droptanke eller EK-udstyr. Det nye EK-system inkluderer blandt andet AN/ALQ-218 bredspektrum ESM-system på vingespidserne og AN/ALQ-99 taktisk jamming-pod. ALQ-218 kombineret med ALQ-99 udgør tilsammen en fuldspektret EK-pakke, der er i stand til at opdage og jamme alle trusler mod flyet eller allierede platforme.
EA-18G udstyres typisk med op til fem ALQ-99 jamming-pods og to AIM-120 AMRAAM eller AGM-88 HARM missiler. EA-18G benytter desuden INCANS Interferensudligningssystemet, der tillader radiokommunikation samtidig med, at man jammer fjendtlig kommunikation - en kapacitet EA-6B ikke havde. Foruden ESM- og jammingudstyret er Growleren udrustet med et overvågningssystem, der kan monitere kommunikation og jamme dette.
ALQ-99 jammerpoden har dog vist sig ofte at have fejl i dens indbyggede testsystem (BIT), hvorved flyene har fløjet missioner med uopdagede fejl på udstyret, hvilket har påvirket opgaveløsningen. ALQ-99-systemet har desuden også forårsaget interferens med flyets AESA radar og har givet to-mandsbesætningen en ekstra stor arbejdsbyrde og reduceret flyets tophastighed.
Boeing er ved at undersøge en mulig erstatning for ALQ-99 radarjammerpoden og flyets satellitkommunikationssystem samt muligheden for at tilføje flere våben. 

Growleren er den forventede platform for næste generations jammingsystem, der er under udvikling. Systemet benytter en aktiv elektronisk antenne således, at man kan fokusere jammerens effekt i nøjagtig den retning man har behov for. Det nye jammingsystem skulle også implementeres på F-35, men i maj 2012 besluttede US Navy at fokusere på jammerintegrationen på EA-18G og forventer det er færdiggjort i 2020, og derefter begynde på integrationsarbejdet på F-35. Boeing ser også på muligheden for en "Growler Lite"-version, der ikke har en jammingkapacitet, men fokuserer på elektronisk opklaring i stedet.
Tre Growlere kan via et netværk triangulere fjendtlige systemers position ud fra deres elektromagnetiske udsendelser som det sker. Ved at benytte et hurtigt dataudvekslingssystem kan Growleren benytte deres EK-pods til at stedbestemme et signals oprindelsespunkt. Hvis et fly eksempelvis opfanger et signal fra en mobiltelefon, kan de to andre lytte efter det samme signal, hvorefter man måler tiden mellem modtagelse af signalet fra de forskellige fly, denne tidsforskel giver mulighed for en triangulering med et meget lille usikkerhedsområde, hvori signalet har sin oprindelse. I starten af 2015 havde US Navy demonstreret konceptets effektivitet ved at benytte EA-18s udstyret med Rockwell Collins' taktiske måludpegningssystem (TTNT) og ALQ-218-systemet til at triangulere et skib og lave en måludpegning fra disse passive sensorer fra lang afstand uden at benytte flyenes radar, hvis signaler nemt kunne opfanges.

## Operativ brug

### USA
Flåden modtog den første Growler til operativ brug ved flådens flyvestation ved Whidbey Island den 3. juni 2008. Flyet blev tilknyttet VAQ-129-eskadrillen "Vikings" Flåden planlagde i 2008 at indkøbe 85 fly, der skal dække over 11 eskadriller. EA-18G Growler gennemførte en operativ modtagekontrol i slutningen af juli 2009, hvor Growleren fik bedømmelsen effektiv og operativ brugbar. Den 5. august 2009 foretog EA-18G Growlere fra VAQ-129 og VAQ-132 de første hangarskibslandinger for flytypen på USS Harry S. Truman (CVN-75). Den første Growler-eskadrille, der blev meldt udsendelsesparat, var VAQ-132 "Scorpions", som blev blev klarmeldt i oktober 2009. Flåden offentliggjorde planen for at udsende de første Growlere i en operativ mission den 17. februar 2011.
I luften benytter EA-18 ikke navnet Growler på radiokommunikation, men derimod navnet Grizzly. Navnet "Growler" minder meget om forgængeren EA-6B Prowler, så derfor valgte man navnet Grizzly for at undgå misforståelser. Efter US Air Force trak EB-52H standoff jammerflyet ud af tjeneste, er Growleren (bortset fra US Marine Corps Prowlere, der efter planen skal erstattes efter en årrække) den eneste tilbageværende taktiske jammer i det amerikanske forsvar. US Air Forces direktør for indkøb, generalmajor David Scott, har hentydet, at USAF vil stille EK-operatører til rådighed for flådens Growlere uden at give midler til at købe yderligere fly. I maj 2011 var der leveret 48 Growlere til US Navy.
EA-18G Growler deltog i sine første kampoperationer under Operation Odyssey Dawn, hvor man håndhævede flyveforbuddet over Libyen. Fem EA-18Gs Growlere blev overført fra deres base i Irak for at støtte operationen i Libyen.

### Australien
I 2008 anmodede den australske regering om en eksportgodkendelse fra USA til at købe op til seks EA-18G’ere, som en del af en bestilling på 24 F/A-18F Super Hornets til Royal Australian Air Force (RAAF). Den 27. februar 2009 oplyste forsvarsminister Joel Fitzgibbon, at 12 af de 24 bestilte Super Hornets ville få trukket kabler og dermed blive forberedt til at kunne konverteres til EA-18G’ere. Den ekstra kabling ville koste 35 millioner australske dollar (AUD). Den endelige beslutning om at konvertere flyene til fuld EA-18Gs-standard, for en pris på 300 mio AUD blev offentliggjort i 2012.
Den 23. august 2012 bekendtgjorde den australske regering, at de 12 Super Hornets fra RAAF ville blive konverteret til Growlere, og man ville indkøbe det tilhørende EK-udstyr til en pris på $1,5 mia AUD, hvorved RAAF ville blive den anden militærmagt foruden USA, der benyttede Growlerens EK-pakke.
Den 3. maj 2013 bekendtgjorde australiens regering, at man ville købe yderligere 12 nybyggede Growlere til at supplere den eksisterende Super Hornet-flyflåde. Flyene forventes at blive leveret til No. 6 Squadron RAAF i 2017.

## Brugere
- USA
  -  United States Air Force
    - 390. Elektronisk krigsførelseseskadrille. Eskadrillen træner EK-operatører til US Navy eskadriller.

  -  United States Navy
    - VAQ-129[14]
    - VAQ-130, tilknyttet USS Harry S. Truman (CVN-75)
    - VAQ-132[27]
    - VAQ-133, tilknyttet USS John C. Stennis (CVN-74)
    - VAQ-135[38]
    - VAQ-136, tilknyttet USS Ronald Reagan (CVN-76)
    - VAQ-137, tilknyttet USS Theodore Roosevelt (CVN-71)
    - VAQ-138
    - VAQ-139, tilknyttet USS Carl Vinson (CVN-70)
    - VAQ-141, tilknyttet USS George Washington (CVN-73)
    - VAQ-209
    - VX-9
    - Naval Strike and Air Warfare Center
- Australien
  -  Royal Australian Air Force
    - No. 6 Squadron